# C/1680 V1
 C/1680 V1, kometa Kircha lub Wielka Kometa z roku 1680 – kometa najprawdopodobniej długookresowa, którą można było obserwować gołym okiem w 1680 roku.

## Odkrycie i obserwacje komety
Kometa została zaobserwowana po raz pierwszy 14 listopada 1680 roku przez niemieckiego astronoma Gottfrieda Kircha.
Była to najjaśniejsza kometa XVII wieku, którą obserwować można było nawet przy świetle dnia. Posiadała ona długi warkocz. Minęła Ziemię w odległości ok. 0,4 j.a., co nastąpiło 30 listopada 1680 r. Swe peryhelium kometa osiągnęła 18 grudnia 1680 r. – znajdowała się wówczas w odległości zaledwie 0,006 j.a. od Słońca (898 000 km). Największą jasność osiągnęła 29 grudnia 1680 r., gdy zaczęła się już oddalać od Słońca w odległe obszary Układu Słonecznego.
Kometę Kircha obserwowano po raz ostatni 19 marca 1681 roku.

## Orbita komety

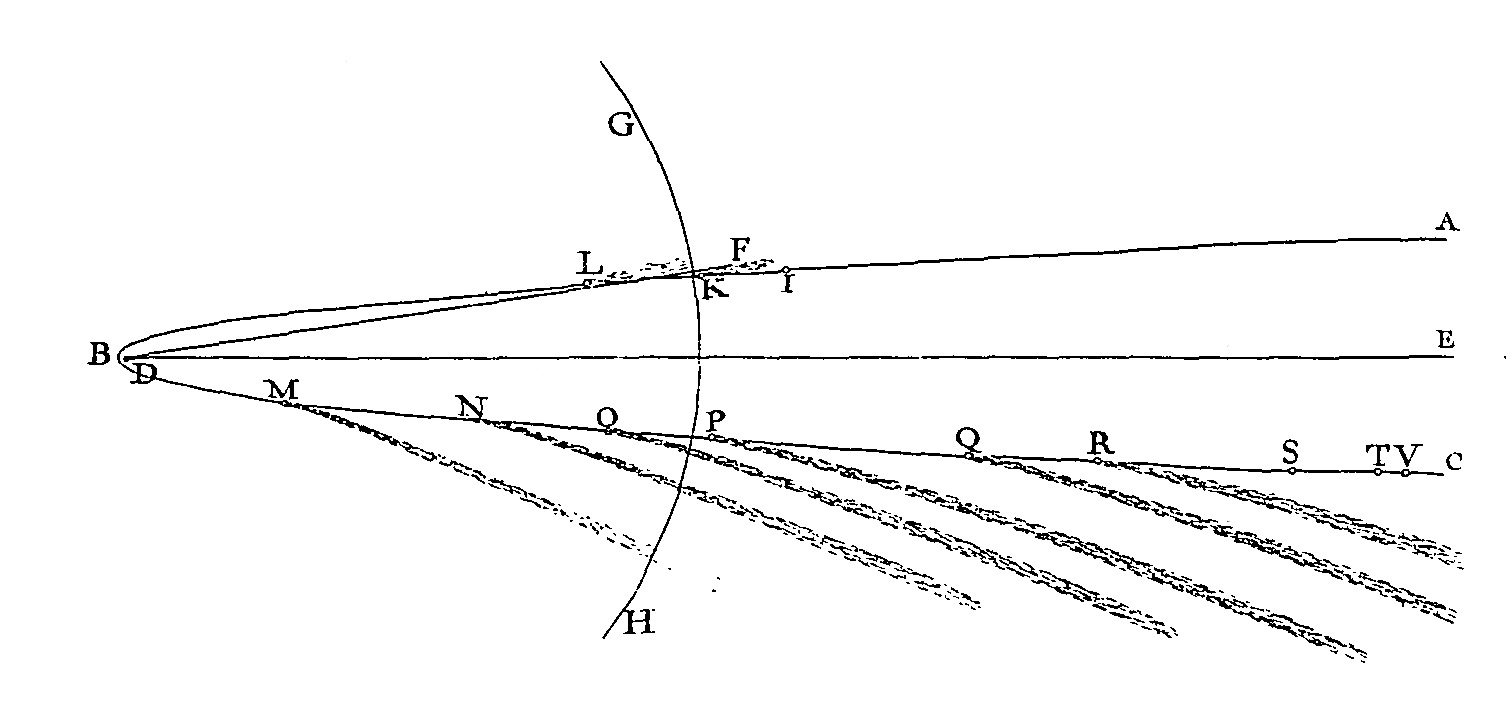
C/1680 V1 w pracy Isaaca Newtona

Choć kometa C/1680 V1 została odkryta przez Gottfrieda Kircha, do wyznaczenia jej orbity przyczynił się jezuita Eusebio Francisco Kino (1645–1711). Swoje obserwacje i obliczenia opublikował w pracy Exposisión astronómica de el cometa (1681), która była jedną z pierwszych wydanych publikacji naukowych na terenie kontynentu amerykańskiego. Kometa ta, choć przeszła bardzo blisko Słońca, nie należała prawdopodobnie do grupy Kreutza.
Isaac Newton testował także na tej komecie prawa Keplera.
C/1680 V1 porusza się po orbicie w kształcie bardzo wydłużonej elipsy o mimośrodzie 0,99. Jej peryhelium znalazło się w odległości 0,006 j.a., a aphelium 888,85 j.a. od Słońca. Nachylenie jej orbity do ekliptyki wynosi 60,68˚. Okres obiegu szacuje się na ponad 9350 lat.